# Adolf von Heusinger
Friedrich Wilhelm Adolf Carl von Heusinger (* 25. Oktober 1885 in Aachen; † 10. Februar 1947 im Speziallager Jamlitz) war ein deutscher Jurist.

## Leben
Er war der Sohn des Juristen und Landgerichtspräsidenten Erwin von Heusinger (1845–1909) und Enkel des Hochschullehrers Friedrich von Heusinger. Nach Schulabschluss und Studium der Staats- und Rechtswissenschaften trat Heusinger 1911 in den preußischen Justiz- und Verwaltungsdienst ein. Nach Ausbruch des Ersten Weltkrieges nahm er am Krieg teil. Nach seiner Rückkehr wurde er 1919 Regierungsassistent im Reichswirtschaftsministerium in Berlin. Gleichzeitig trat er der DNVP bei. 1925 wurde er zum Oberregierungsrat, 1928 zum Ministerialrat und 1942 zum Ministerialdirigenten im Reichsfinanzministerium befördert. Er war Staatskommissar der Preußischen Provinziellen Heimstätten sowie stellvertretender Vorsitzender, Mitglied des Verwaltungsrats und Arbeitsausschusses der Preußischen Landespfandbriefanstalt. Außerdem gehörte er als Mitglied den Aufsichtsräten mehrerer Siedlungsgesellschaften an.
Nach Ende des Zweiten Weltkrieges wurde er inhaftiert.
Der CDU-Abgeordnete Wolfgang von Heusinger ist sein Sohn.
Seit 1905 war er Mitglied des Corps Vandalia Heidelberg.